# Okręg wyborczy nr 1 do Sejmu Rzeczypospolitej Polskiej (1993–2001)
Okręg wyborczy nr 1 do Sejmu Rzeczypospolitej Polskiej (1993–2001) obejmował Miasto Stołeczne Warszawę (województwo warszawskie). W ówczesnym kształcie został utworzony w 1993. Wybieranych było w nim 17 posłów w systemie proporcjonalnym, do tego 11 z listy ogólnopolskiej.
W obwodach zagranicznych okręgu nr 1 oddawali swoje głosy obywatele polscy mieszkający lub przebywający podczas wyborów za granicą kraju.
Siedzibą okręgowej komisji wyborczej była Warszawa.

## Wyniki wyborów
| Podział 17 mandatów: SLD: 7 UP: 3 UD: 5 KPN: 1 BBWR: 1 Dla listy ogólnopolskiej: Podział 11 mandatów: SLD: 7 UP: 1 PSL: 3 |

| Podział 17 mandatów: SLD: 5 UW: 4 AWS: 6 ROP: 2 Dla listy ogólnopolskiej: Podział 11 mandatów: SLD: 3 PSL: 1 AWS: 7 |

## Reprezentanci okręgu
| Sejm | Rok        | Poseł KW                            | Poseł KW                            | Poseł KW                            | Poseł KW                            | Poseł KW                            | Poseł KW                            | Poseł KW                            | Poseł KW                            | Poseł KW                            | Poseł KW                            | Poseł KW                            | Poseł KW                            | Poseł KW                            | Poseł KW                            | Poseł KW                            | Poseł KW                            | Poseł KW                            | Poseł KW                            | Poseł KW                            | Poseł KW                            | Poseł KW                            | Poseł KW                            | Poseł KW                            | Poseł KW                            | Poseł KW                            | Poseł KW                            | Poseł KW                            | Poseł KW                            | Poseł KW                            | Poseł KW                            | Poseł KW                            | Poseł KW                            | Poseł KW                            | Poseł KW                            | Poseł KW wybrany z listy ogólnopolskiej | Poseł KW wybrany z listy ogólnopolskiej | Poseł KW wybrany z listy ogólnopolskiej | Poseł KW wybrany z listy ogólnopolskiej | Poseł KW wybrany z listy ogólnopolskiej | Poseł KW wybrany z listy ogólnopolskiej | Poseł KW wybrany z listy ogólnopolskiej | Poseł KW wybrany z listy ogólnopolskiej | Poseł KW wybrany z listy ogólnopolskiej | Poseł KW wybrany z listy ogólnopolskiej | Poseł KW wybrany z listy ogólnopolskiej | Poseł KW wybrany z listy ogólnopolskiej | Poseł KW wybrany z listy ogólnopolskiej | Poseł KW wybrany z listy ogólnopolskiej | Poseł KW wybrany z listy ogólnopolskiej | Poseł KW wybrany z listy ogólnopolskiej | Poseł KW wybrany z listy ogólnopolskiej | Poseł KW wybrany z listy ogólnopolskiej | Poseł KW wybrany z listy ogólnopolskiej | Poseł KW wybrany z listy ogólnopolskiej | Poseł KW wybrany z listy ogólnopolskiej | Poseł KW wybrany z listy ogólnopolskiej |
| ---- | ---------- | ----------------------------------- | ----------------------------------- | ----------------------------------- | ----------------------------------- | ----------------------------------- | ----------------------------------- | ----------------------------------- | ----------------------------------- | ----------------------------------- | ----------------------------------- | ----------------------------------- | ----------------------------------- | ----------------------------------- | ----------------------------------- | ----------------------------------- | ----------------------------------- | ----------------------------------- | ----------------------------------- | ----------------------------------- | ----------------------------------- | ----------------------------------- | ----------------------------------- | ----------------------------------- | ----------------------------------- | ----------------------------------- | ----------------------------------- | ----------------------------------- | ----------------------------------- | ----------------------------------- | ----------------------------------- | ----------------------------------- | ----------------------------------- | ----------------------------------- | ----------------------------------- | --------------------------------------- | --------------------------------------- | --------------------------------------- | --------------------------------------- | --------------------------------------- | --------------------------------------- | --------------------------------------- | --------------------------------------- | --------------------------------------- | --------------------------------------- | --------------------------------------- | --------------------------------------- | --------------------------------------- | --------------------------------------- | --------------------------------------- | --------------------------------------- | --------------------------------------- | --------------------------------------- | --------------------------------------- | --------------------------------------- | --------------------------------------- | --------------------------------------- |
| II   | 1993       |                                     | A. Kwaśniewski SLD                  |                                     | R. Bugaj UP                         |                                     | B. Geremek UD (1993) UW (1997)      |                                     | J. Kuroń UD (1993) UW (1997)        |                                     | K. Król KPN                         |                                     | J. Eysymontt BBWR                   |                                     | A. Wielowieyski UD (1993) UW (1997) |                                     | R. Żochowski SLD                    |                                     | D. Waniek SLD                       |                                     | J. Wiatr SLD                        |                                     | J. Zaciura SLD                      |                                     | K. Piekarska UD (1993) SLD (1997)   |                                     | S. Wiśniewski SLD                   |                                     | W. Nieporęt SLD                     |                                     | K. Dołowy UD                        |                                     | B. Świerczyńska UP                  |                                     | T. Nałęcz UP                        |                                         | M. Rojszyk SLD                          |                                         | R.Grodzicki SLD                         |                                         | M. Krajewski SLD                        |                                         | B. Krysiewicz SLD                       |                                         | A. Halber SLD                           |                                         | W. Żbikowski SLD                        |                                         | A. Micewski PSL                         |                                         | K. Dejmek PSL                           |                                         | S. Wójcik PSL                           |                                         | S. Nowakowski UP                        |                                         | A. Lipski SLD                           |
| II   | 1996 (I)   | J. Passendorfer SLD                 |                                     |                                     | R. Bugaj UP                         |                                     | B. Geremek UD (1993) UW (1997)      |                                     | J. Kuroń UD (1993) UW (1997)        |                                     | K. Król KPN                         |                                     | J. Eysymontt BBWR                   |                                     | A. Wielowieyski UD (1993) UW (1997) |                                     | R. Żochowski SLD                    |                                     | D. Waniek SLD                       |                                     | J. Wiatr SLD                        |                                     | J. Zaciura SLD                      |                                     | K. Piekarska UD (1993) SLD (1997)   |                                     | S. Wiśniewski SLD                   |                                     | W. Nieporęt SLD                     |                                     | K. Dołowy UD                        |                                     | B. Świerczyńska UP                  |                                     | T. Nałęcz UP                        |                                         | M. Rojszyk SLD                          |                                         | R.Grodzicki SLD                         |                                         | M. Krajewski SLD                        |                                         | B. Krysiewicz SLD                       |                                         | A. Halber SLD                           |                                         | W. Żbikowski SLD                        |                                         | A. Micewski PSL                         |                                         | K. Dejmek PSL                           |                                         | S. Wójcik PSL                           |                                         | S. Nowakowski UP                        |                                         | A. Lipski SLD                           |
| II   | 1996 (VII) | J. Passendorfer SLD                 | —                                   | —                                   | R. Bugaj UP                         |                                     | B. Geremek UD (1993) UW (1997)      |                                     | J. Kuroń UD (1993) UW (1997)        |                                     | K. Król KPN                         |                                     | J. Eysymontt BBWR                   |                                     | A. Wielowieyski UD (1993) UW (1997) |                                     | R. Żochowski SLD                    |                                     | D. Waniek SLD                       |                                     | J. Wiatr SLD                        |                                     | J. Zaciura SLD                      |                                     | K. Piekarska UD (1993) SLD (1997)   |                                     | S. Wiśniewski SLD                   |                                     | W. Nieporęt SLD                     |                                     | K. Dołowy UD                        |                                     | B. Świerczyńska UP                  |                                     | T. Nałęcz UP                        |                                         | M. Rojszyk SLD                          |                                         | R.Grodzicki SLD                         |                                         | M. Krajewski SLD                        |                                         | B. Krysiewicz SLD                       |                                         | A. Halber SLD                           |                                         | W. Żbikowski SLD                        |                                         | A. Micewski PSL                         |                                         | K. Dejmek PSL                           |                                         | S. Wójcik PSL                           |                                         | S. Nowakowski UP                        |                                         |                                         |
| III  | 1997       |                                     | J. Olszewski ROP                    |                                     | M. Jankowski AWS                    |                                     | B. Geremek UD (1993) UW (1997)      |                                     | J. Kuroń UD (1993) UW (1997)        |                                     | A. Zakrzewski AWS                   |                                     | E. Tomaszewska AWS                  |                                     | A. Wielowieyski UD (1993) UW (1997) |                                     | M. Smereczyńska AWS                 | P. Ikonowicz SLD                    | D. Waniek SLD                       | P. Gadzinowski SLD                  |                                     |                                     | C. Bielecki AWS                     | B. Borowski SLD                     | K. Piekarska UD (1993) SLD (1997)   |                                     | E. Wende UW                         |                                     | B. Komorowski AWS                   |                                     | J. Kaczyński ROP                    |                                     | M. Kamiński AWS                     |                                     | J. Gwiżdż AWS                       |                                         | P. Wójcik AWS                           |                                         | S. Grzonkowski AWS                      |                                         | M. Janiszewski AWS                      |                                         | A. Bielan AWS                           |                                         | J. Fabisiak AWS                         |                                         | J. Zaciura SLD                          |                                         | M. Poręba SLD                           |                                         | W. Olak SLD                             |                                         | M. Pietrewicz PSL                       |                                         |                                         |                                         |                                         |
| III  | 2000       | Z. Eysmont AWS                      | J. Olszewski ROP                    |                                     | M. Jankowski AWS                    |                                     | B. Geremek UD (1993) UW (1997)      |                                     | J. Kuroń UD (1993) UW (1997)        |                                     |                                     |                                     | E. Tomaszewska AWS                  |                                     | A. Wielowieyski UD (1993) UW (1997) |                                     | M. Smereczyńska AWS                 | P. Ikonowicz SLD                    | D. Waniek SLD                       | P. Gadzinowski SLD                  |                                     |                                     | C. Bielecki AWS                     | B. Borowski SLD                     | K. Piekarska UD (1993) SLD (1997)   |                                     | E. Wende UW                         |                                     | B. Komorowski AWS                   |                                     | J. Kaczyński ROP                    |                                     | M. Kamiński AWS                     |                                     | J. Gwiżdż AWS                       |                                         | P. Wójcik AWS                           |                                         | S. Grzonkowski AWS                      |                                         | M. Janiszewski AWS                      |                                         | A. Bielan AWS                           |                                         | J. Fabisiak AWS                         |                                         | J. Zaciura SLD                          |                                         | M. Poręba SLD                           |                                         | W. Olak SLD                             |                                         | M. Pietrewicz PSL                       |                                         |                                         |                                         |                                         |
| III  | 2001       | Z. Eysmont AWS                      | J. Olszewski ROP                    | J. Wiatr SLD                        | M. Jankowski AWS                    |                                     | B. Geremek UD (1993) UW (1997)      |                                     | J. Kuroń UD (1993) UW (1997)        |                                     |                                     |                                     | E. Tomaszewska AWS                  |                                     | A. Wielowieyski UD (1993) UW (1997) |                                     | M. Smereczyńska AWS                 | P. Ikonowicz SLD                    |                                     | P. Gadzinowski SLD                  |                                     |                                     | C. Bielecki AWS                     | B. Borowski SLD                     | K. Piekarska UD (1993) SLD (1997)   |                                     | E. Wende UW                         |                                     | B. Komorowski AWS                   |                                     | J. Kaczyński ROP                    |                                     | M. Kamiński AWS                     |                                     | J. Gwiżdż AWS                       |                                         | P. Wójcik AWS                           |                                         | S. Grzonkowski AWS                      |                                         | M. Janiszewski AWS                      |                                         | A. Bielan AWS                           |                                         | J. Fabisiak AWS                         |                                         | J. Zaciura SLD                          |                                         | M. Poręba SLD                           |                                         | W. Olak SLD                             |                                         | M. Pietrewicz PSL                       |                                         |                                         |                                         |                                         |
| IV   | 2001       | okręg zniesiony – patrz okręg nr 19 | okręg zniesiony – patrz okręg nr 19 | okręg zniesiony – patrz okręg nr 19 | okręg zniesiony – patrz okręg nr 19 | okręg zniesiony – patrz okręg nr 19 | okręg zniesiony – patrz okręg nr 19 | okręg zniesiony – patrz okręg nr 19 | okręg zniesiony – patrz okręg nr 19 | okręg zniesiony – patrz okręg nr 19 | okręg zniesiony – patrz okręg nr 19 | okręg zniesiony – patrz okręg nr 19 | okręg zniesiony – patrz okręg nr 19 | okręg zniesiony – patrz okręg nr 19 | okręg zniesiony – patrz okręg nr 19 | okręg zniesiony – patrz okręg nr 19 | okręg zniesiony – patrz okręg nr 19 | okręg zniesiony – patrz okręg nr 19 | okręg zniesiony – patrz okręg nr 19 | okręg zniesiony – patrz okręg nr 19 | okręg zniesiony – patrz okręg nr 19 | okręg zniesiony – patrz okręg nr 19 | okręg zniesiony – patrz okręg nr 19 | okręg zniesiony – patrz okręg nr 19 | okręg zniesiony – patrz okręg nr 19 | okręg zniesiony – patrz okręg nr 19 | okręg zniesiony – patrz okręg nr 19 | okręg zniesiony – patrz okręg nr 19 | okręg zniesiony – patrz okręg nr 19 | okręg zniesiony – patrz okręg nr 19 | okręg zniesiony – patrz okręg nr 19 | okręg zniesiony – patrz okręg nr 19 | okręg zniesiony – patrz okręg nr 19 | okręg zniesiony – patrz okręg nr 19 | okręg zniesiony – patrz okręg nr 19 | okręg zniesiony – patrz okręg nr 19     | okręg zniesiony – patrz okręg nr 19     | okręg zniesiony – patrz okręg nr 19     | okręg zniesiony – patrz okręg nr 19     | okręg zniesiony – patrz okręg nr 19     | okręg zniesiony – patrz okręg nr 19     | okręg zniesiony – patrz okręg nr 19     | okręg zniesiony – patrz okręg nr 19     | okręg zniesiony – patrz okręg nr 19     | okręg zniesiony – patrz okręg nr 19     | okręg zniesiony – patrz okręg nr 19     | okręg zniesiony – patrz okręg nr 19     | okręg zniesiony – patrz okręg nr 19     | okręg zniesiony – patrz okręg nr 19     | okręg zniesiony – patrz okręg nr 19     | okręg zniesiony – patrz okręg nr 19     | okręg zniesiony – patrz okręg nr 19     | okręg zniesiony – patrz okręg nr 19     | okręg zniesiony – patrz okręg nr 19     | okręg zniesiony – patrz okręg nr 19     | okręg zniesiony – patrz okręg nr 19     | okręg zniesiony – patrz okręg nr 19     |

### Wybory parlamentarne 1993
| Komitet wyborczy                                      | Komitet wyborczy                                         | Głosów  | %     | Mandaty | Wybrani posłowie |
| ----------------------------------------------------- | -------------------------------------------------------- | ------- | ----- | ------- | --- |
|                                                       | Sojusz Lewicy Demokratycznej                             | 177 788 | 22,37 | 7 (14)  | Aleksander Kwaśniewski, Ryszard Żochowski, Danuta Waniek, Jerzy Wiatr, Jan Zaciura, Stanisław Wiśniewski, Włodzimierz Nieporęt, Jerzy Passendorfer, Marek Rojszyk, Ryszard Grodzicki, Mieczysław Krajewski, Andrzej Lipski, Bogdan Krysiewicz, Adam Halber, Władysław Żbikowski |
|                                                       | Unia Demokratyczna                                       | 133 790 | 18,45 | 5       | Bronisław Geremek, Jacek Kuroń, Andrzej Wielowieyski, Katarzyna Piekarska, Krzysztof Dołowy |
|                                                       | Unia Pracy                                               | 94 946  | 11,94 | 3 (4)   | Ryszard Bugaj, Beata Świerczyńska, Tomasz Nałęcz, Sławomir Nowakowski |
|                                                       | Kongres Liberalno-Demokratyczny                          | 63 897  | 8,04  | –       | |
|                                                       | Porozumienie Centrum                                     | 61 991  | 7,80  | –       | |
|                                                       | Bezpartyjny Blok Wspierania Reform                       | 50 773  | 6,39  | 1       | Jerzy Eysymontt |
|                                                       | Koalicja dla Rzeczypospolitej                            | 41 328  | 5,20  | –       | |
|                                                       | Katolicki Komitet Wyborczy „Ojczyzna”                    | 37 267  | 4,69  | –       | |
|                                                       | Unia Polityki Realnej                                    | 32 072  | 4,03  | –       | |
|                                                       | Konfederacja Polski Niepodległej                         | 28 047  | 3,53  | 1       | Krzysztof Król |
|                                                       | Niezależny Samorządny Związek Zawodowy „Solidarność”     | 26 981  | 3,39  | –       | |
|                                                       | Polskie Stronnictwo Ludowe                               | 22 050  | 2,77  | 0 (3)   | Andrzej Micewski, Kazimierz Dejmek, Stanisław Wójcik |
|                                                       | Samoobrona – Leppera                                     | 8831    | 1,11  | –       | |
|                                                       | Partia X                                                 | 5744    | 0,72  | –       | |
|                                                       | Polskie Stronnictwo Ludowe – Porozumienie Ludowe         | 3226    | 0,41  | –       | |
|                                                       | NOT Stowarzyszenia Techniczne                            | 2450    | 0,31  | –       | |
|                                                       | Polska Wspólnota Narodowa – Polskie Stronnictwo Narodowe | 1423    | 0,18  | –       | |
|                                                       | Polska Partia Przyjaciół Piwa                            | 1184    | 0,15  | –       | |
|                                                       | Ojczyzna – Lista Polska                                  | 1148    | 0,14  | –       | |
| Frekwencja: 61,09% Źródło: Państwowa Komisja Wyborcza |                                                          |         |       |         | |

Poniższa tabela przedstawia podział mandatów dla komitetów wyborczych na podstawie uzyskanych głosów, a następnie obliczonych ilorazów wyborczych na podstawie metody D’Hondta.
| Podział mandatów dla komitetów wyborczych na podstawie metody D’Hondta | Podział mandatów dla komitetów wyborczych na podstawie metody D’Hondta | Podział mandatów dla komitetów wyborczych na podstawie metody D’Hondta | Podział mandatów dla komitetów wyborczych na podstawie metody D’Hondta | Podział mandatów dla komitetów wyborczych na podstawie metody D’Hondta | Podział mandatów dla komitetów wyborczych na podstawie metody D’Hondta | Podział mandatów dla komitetów wyborczych na podstawie metody D’Hondta | Podział mandatów dla komitetów wyborczych na podstawie metody D’Hondta | Podział mandatów dla komitetów wyborczych na podstawie metody D’Hondta | Podział mandatów dla komitetów wyborczych na podstawie metody D’Hondta | Podział mandatów dla komitetów wyborczych na podstawie metody D’Hondta | Podział mandatów dla komitetów wyborczych na podstawie metody D’Hondta | Podział mandatów dla komitetów wyborczych na podstawie metody D’Hondta | Podział mandatów dla komitetów wyborczych na podstawie metody D’Hondta | Podział mandatów dla komitetów wyborczych na podstawie metody D’Hondta |
| Komitet wyborczy                                                       | Komitet wyborczy                                                       | Liczba głosów                                                          | Iloraz wyborczy                                                        | Iloraz wyborczy                                                        | Iloraz wyborczy                                                        | Iloraz wyborczy                                                        | Iloraz wyborczy                                                        | Iloraz wyborczy                                                        | Iloraz wyborczy                                                        | Iloraz wyborczy                                                        | Iloraz wyborczy                                                        | Iloraz wyborczy                                                        | Mandaty                                                                | TP                                                                     |
| Komitet wyborczy                                                       | Komitet wyborczy                                                       | Liczba głosów                                                          | /1                                                                     | /2                                                                     | /3                                                                     | /4                                                                     | /5                                                                     | /6                                                                     | /7                                                                     | /8                                                                     | ...                                                                    | /17                                                                    | Mandaty                                                                | TP                                                                     |
| ---------------------------------------------------------------------- | ---------------------------------------------------------------------- | ---------------------------------------------------------------------- | ---------------------------------------------------------------------- | ---------------------------------------------------------------------- | ---------------------------------------------------------------------- | ---------------------------------------------------------------------- | ---------------------------------------------------------------------- | ---------------------------------------------------------------------- | ---------------------------------------------------------------------- | ---------------------------------------------------------------------- | ---------------------------------------------------------------------- | ---------------------------------------------------------------------- | ---------------------------------------------------------------------- | ---------------------------------------------------------------------- |
|                                                                        | Sojusz Lewicy Demokratycznej                                           | 177 788                                                                | 177 788                                                                | 88 894                                                                 | 59 263                                                                 | 44 447                                                                 | 35 558                                                                 | 29 631                                                                 | 25 398                                                                 | 22 224                                                                 | ...                                                                    | 10 458                                                                 | 7                                                                      | 5,81                                                                   |
|                                                                        | Unia Demokratyczna                                                     | 146 704                                                                | 146 704                                                                | 73 352                                                                 | 48 901                                                                 | 36 676                                                                 | 29 341                                                                 | 24 451                                                                 | 20 958                                                                 | 18 338                                                                 | ...                                                                    | 8630                                                                   | 5                                                                      | 4,79                                                                   |
|                                                                        | Unia Pracy                                                             | 94 946                                                                 | 94 946                                                                 | 47 473                                                                 | 31 649                                                                 | 23 737                                                                 | 18 989                                                                 | 15 824                                                                 | 13 564                                                                 | 11 868                                                                 | ...                                                                    | 5585                                                                   | 3                                                                      | 3,10                                                                   |
|                                                                        | Bezpartyjny Blok Wspierania Reform                                     | 50 773                                                                 | 50 773                                                                 | 25 387                                                                 | 16 924                                                                 | 12 693                                                                 | 10 155                                                                 | 8462                                                                   | 7253                                                                   | 6347                                                                   | ...                                                                    | 2987                                                                   | 1                                                                      | 1,66                                                                   |
|                                                                        | Konfederacja Polski Niepodległej                                       | 28 047                                                                 | 28 047                                                                 | 14 024                                                                 | 9349                                                                   | 7012                                                                   | 5609                                                                   | 4675                                                                   | 4007                                                                   | 3506                                                                   | ...                                                                    | 1650                                                                   | 1                                                                      | 0,92                                                                   |
|                                                                        | Polskie Stronnictwo Ludowe                                             | 22 050                                                                 | 22 050                                                                 | 11 025                                                                 | 7350                                                                   | 5513                                                                   | 4410                                                                   | 3675                                                                   | 3150                                                                   | 2756                                                                   | ...                                                                    | 1297                                                                   | 0                                                                      | 0,72                                                                   |
| Ogółem                                                                 | Ogółem                                                                 | 520 308                                                                | –                                                                      | –                                                                      | –                                                                      | –                                                                      | –                                                                      | –                                                                      | –                                                                      | –                                                                      | –                                                                      | –                                                                      | 17                                                                     | 17                                                                     |

### Wybory parlamentarne 1997
| Komitet wyborczy                                      | Komitet wyborczy                          | Głosów  | %     | Mandaty | Wybrani posłowie |
| ----------------------------------------------------- | ----------------------------------------- | ------- | ----- | ------- | --- |
|                                                       | Akcja Wyborcza Solidarność                | 253 539 | 31,88 | 6 (13)  | Maciej Jankowski, Andrzej Zakrzewski, Ewa Tomaszewska, Maria Smereczyńska, Czesław Bielecki, Bronisław Komorowski, Zbigniew Eysmont, Mariusz Kamiński, Jerzy Gwiżdż, Piotr Wojciech Wójcik, Stanisław Grzonkowski, Michał Janiszewski, Adam Bielan, Joanna Fabisiak |
|                                                       | Sojusz Lewicy Demokratycznej              | 205 955 | 25,90 | 5 (8)   | Danuta Waniek, Piotr Ikonowicz, Piotr Gadzinowski, Katarzyna Piekarska, Bogumił Borowski, Jerzy Wiatr, Jan Zaciura, Maciej Poręba, Wacław Olak |
|                                                       | Unia Wolności                             | 172 823 | 21,73 | 4       | Jacek Kuroń, Bronisław Geremek, Edward Wende, Andrzej Wielowieyski |
|                                                       | Ruch Odbudowy Polski                      | 72 827  | 9,16  | 2       | Jan Olszewski, Jarosław Kaczyński |
|                                                       | Unia Pracy                                | 39 607  | 4,98  | –       | |
|                                                       | Unia Prawicy Rzeczypospolitej             | 23 373  | 2,94  | –       | |
|                                                       | Krajowa Partia Emerytów i Rencistów       | 8160    | 1,03  | –       | |
|                                                       | Polskie Stronnictwo Ludowe                | 7451    | 0,94  | 0 (1)   | Mirosław Pietrewicz |
|                                                       | Krajowe Porozumienie Emerytów i Rencistów | 6061    | 0,76  | –       | |
|                                                       | Blok dla Polski                           | 4395    | 0,55  | –       | |
|                                                       | Polska Wspólnota Narodowa                 | 795     | 0,10  | –       | |
|                                                       | Przymierze Samoobrona                     | 223     | 0,03  | –       | |
| Frekwencja: 60,86% Źródło: Państwowa Komisja Wyborcza |                                           |         |       |         | |

Poniższa tabela przedstawia podział mandatów dla komitetów wyborczych na podstawie uzyskanych głosów, a następnie obliczonych ilorazów wyborczych na podstawie metody D’Hondta.
| Podział mandatów dla komitetów wyborczych na podstawie metody D’Hondta | Podział mandatów dla komitetów wyborczych na podstawie metody D’Hondta | Podział mandatów dla komitetów wyborczych na podstawie metody D’Hondta | Podział mandatów dla komitetów wyborczych na podstawie metody D’Hondta | Podział mandatów dla komitetów wyborczych na podstawie metody D’Hondta | Podział mandatów dla komitetów wyborczych na podstawie metody D’Hondta | Podział mandatów dla komitetów wyborczych na podstawie metody D’Hondta | Podział mandatów dla komitetów wyborczych na podstawie metody D’Hondta | Podział mandatów dla komitetów wyborczych na podstawie metody D’Hondta | Podział mandatów dla komitetów wyborczych na podstawie metody D’Hondta | Podział mandatów dla komitetów wyborczych na podstawie metody D’Hondta | Podział mandatów dla komitetów wyborczych na podstawie metody D’Hondta | Podział mandatów dla komitetów wyborczych na podstawie metody D’Hondta | Podział mandatów dla komitetów wyborczych na podstawie metody D’Hondta |
| Komitet wyborczy                                                       | Komitet wyborczy                                                       | Liczba głosów                                                          | Iloraz wyborczy                                                        | Iloraz wyborczy                                                        | Iloraz wyborczy                                                        | Iloraz wyborczy                                                        | Iloraz wyborczy                                                        | Iloraz wyborczy                                                        | Iloraz wyborczy                                                        | Iloraz wyborczy                                                        | Iloraz wyborczy                                                        | Mandaty                                                                | TP                                                                     |
| Komitet wyborczy                                                       | Komitet wyborczy                                                       | Liczba głosów                                                          | /1                                                                     | /2                                                                     | /3                                                                     | /4                                                                     | /5                                                                     | /6                                                                     | /7                                                                     | ...                                                                    | /17                                                                    | Mandaty                                                                | TP                                                                     |
| ---------------------------------------------------------------------- | ---------------------------------------------------------------------- | ---------------------------------------------------------------------- | ---------------------------------------------------------------------- | ---------------------------------------------------------------------- | ---------------------------------------------------------------------- | ---------------------------------------------------------------------- | ---------------------------------------------------------------------- | ---------------------------------------------------------------------- | ---------------------------------------------------------------------- | ---------------------------------------------------------------------- | ---------------------------------------------------------------------- | ---------------------------------------------------------------------- | ---------------------------------------------------------------------- |
|                                                                        | Akcja Wyborcza Solidarność                                             | 253 539                                                                | 253 539                                                                | 126 770                                                                | 84 513                                                                 | 63 385                                                                 | 50 708                                                                 | 42 257                                                                 | 36 220                                                                 | ...                                                                    | 14 914                                                                 | 6                                                                      | 6,05                                                                   |
|                                                                        | Sojusz Lewicy Demokratycznej                                           | 205 955                                                                | 205 955                                                                | 102 978                                                                | 68 652                                                                 | 51 489                                                                 | 41 191                                                                 | 34 326                                                                 | 29 422                                                                 | ...                                                                    | 12 115                                                                 | 5                                                                      | 4,91                                                                   |
|                                                                        | Unia Wolności                                                          | 172 823                                                                | 172 823                                                                | 86 412                                                                 | 57 608                                                                 | 43 206                                                                 | 34 565                                                                 | 28 804                                                                 | 24 689                                                                 | ...                                                                    | 10 166                                                                 | 4                                                                      | 4,12                                                                   |
|                                                                        | Ruch Odbudowy Polski                                                   | 72 827                                                                 | 72 827                                                                 | 36 414                                                                 | 24 276                                                                 | 18 207                                                                 | 14 565                                                                 | 12 138                                                                 | 10 404                                                                 | ...                                                                    | 4284                                                                   | 2                                                                      | 1,74                                                                   |
|                                                                        | Polskie Stronnictwo Ludowe                                             | 7451                                                                   | 7451                                                                   | 3726                                                                   | 2484                                                                   | 1867                                                                   | 1490                                                                   | 1242                                                                   | 1064                                                                   | ...                                                                    | 438                                                                    | 0                                                                      | 0,18                                                                   |
| Ogółem                                                                 | Ogółem                                                                 | 712 595                                                                | –                                                                      | –                                                                      | –                                                                      | –                                                                      | –                                                                      | –                                                                      | –                                                                      | –                                                                      | –                                                                      | 17                                                                     | 17                                                                     |